# Psecacera chiliensis
Psecacera chiliensis là một loài ruồi trong họ Tachinidae.